# Norwalk (California)
Norwalk, fundada en 1957, es una ciudad del condado de Los Ángeles en el estado estadounidense de California. En el año 2000 tenía una población de 103.298 habitantes y una densidad poblacional de 4,120.2 personas por km².
Fundada a finales de los 1800s, Norwalk fue incorporada como ciudad en 1957. Se encuentra localizada a 17 millas (27,4 km) al sureste de Los Ángeles. Antes de los 1950s, Norwalk tenía una gran población holandesa, relacionados principalmente al gran número de industrias lácteas en la zona. Debido a la afluencia de la inmigración principalmente de México, la población latina ha crecido de manera significativa. En la década de 1990, Norwalk adquirió una importante población de Asia de familias ricas que se mudaron a los enclaves de Cerritos y comunidades en el Condado de Orange.
Norwalk opera bajo una forma de gobierno de Consejo/Gerencia, establecido por la Carta de la ciudad de Norwalk, que se redactó en 1957. Los cinco miembros del Ayuntamiento de la ciudad actúan como jefes del órgano normativo. Cada dos años, los Concejales son elegidos por los ciudadanos de Norwalk para servir cuatro años. Los Concejales no tienen limitado el número de términos en la que pueden servir. El alcalde es elegido por el Consejo y es alcalde en un germino de año.
Norwalk es miembro del Consejo de Gobierno de Gateway Cities. Las ciudades hermanas de Norwalk son Morelia, Michoacán, Hermosillo, Sonora y Fresnillo, Zacatecas en México. 
Norwalk es también conocida por ser la zona de residencia de Joseph "Mango" Márquez, jugador profesional de SSBM así como otros jugadores famosos de dicho juego como Joey "Lucky" Aldama y Johnny "S2J" Kim.

## Geografía
Norwalk está localizada en las coordenadas 33°54′25″N 118°5′0″O / 33.90694, -118.08333 (33.906914, -118.083398).
Según el United States Census Bureau, la ciudad tiene un área total de 24 mi². 24.2 km² (9.35 mi²) es tierra y 0.1 km² (0.1 mi²) (0.51%) es agua. 
Norwalk colinda al noroeste con Downey, al sureste con Bellflower, al sur con Cerritos y Artesia, y al norte y este con Santa Fe Springs.

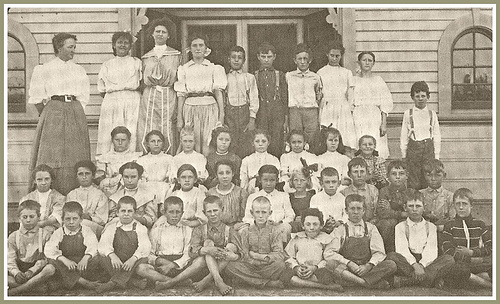
La Escuela de Gramática de Norwalk en la década de 1890 cerca de 1900. La imagen es con la maestra Cora Hargitt Johnson con su clase. Hargitt escuela lleva el nombre de Cora Hargitt Johnson.

## Demografía
Conforme al censo de 2000, había 103,298 personas, 26,887 hogares, y 22,531 familias residiendo en la ciudad. La densidad poblacional era de 4,120.2/km² (10,667.6/mi²). Habían 27,554 casas unifamiliares en una densidad de 1,099.0/km² (2,845.5/mi²). La demografía de la ciudad era del 44.82% caucásica, 4.62% afroamericana, 1.16% amerindia, 11.54% asiática, 0.39% isleño del Pacífico, 32.75% de otras razas, y 4.71% de dos o más razas. Los hispanos o latinos de cualquier raza eran el 62.89% de la población.
Los ingresos medios por hogar en la localidad eran de $46,047, y los ingresos medios por familia eran $47,524. Los hombres tenían unos ingresos medios de $31,579 frente a los $26,047 para las mujeres. La renta per cápita para la localidad era de $14,022. Alrededor del 11.9% de la población estaban por debajo del umbral de pobreza.

## Barrios
- Norwalk Hills (Norte)
- Studebaker (Oeste)
- Carmenita (Este)
- Civic Center (Central)
- South East Norwalk (conocido también como One-Ways)
- Neighborhood (Sureste)

## Educación
El Distrito Escolar Unificado de Norwalk-La Mirada gestiona escuelas públicas. En algunos partes de Norwalk, el Distrito Escolar Unificado ABC gestiona escuelas públicas.

## Ciudades hermanadas
- Hermosillo, Sonora, México
- Morelia, Michoacán, México
- Fresnillo, Zacatecas, México